# Peròxid
Un peròxid és un compost químic que presenta un enllaç simple oxigen-oxigen O–O. Es poden diferenciar dos grups: composts iònics que presenten l'anió diòxid(2–) o peròxid O₂2–, i un catió d'un metall, habitualment alcalí o alcalinoterri; i composts covalents en el que els oxígens estan enllaçats a cadenes de carbonis o a hidrògens HO–OH, RO–OH (hidroperòxids), R1O–OR2 (peròxids orgànics) i R(=O)O–OH (peroxiàcids). Generalment, es comporten com a substàncies oxidants. En contacte amb material combustible poden provocar incendis o explosions. Tanmateix, davant oxidants forts, com el permanganat, poden actuar com a reductor rovellant-se a oxigen elemental.

## Història

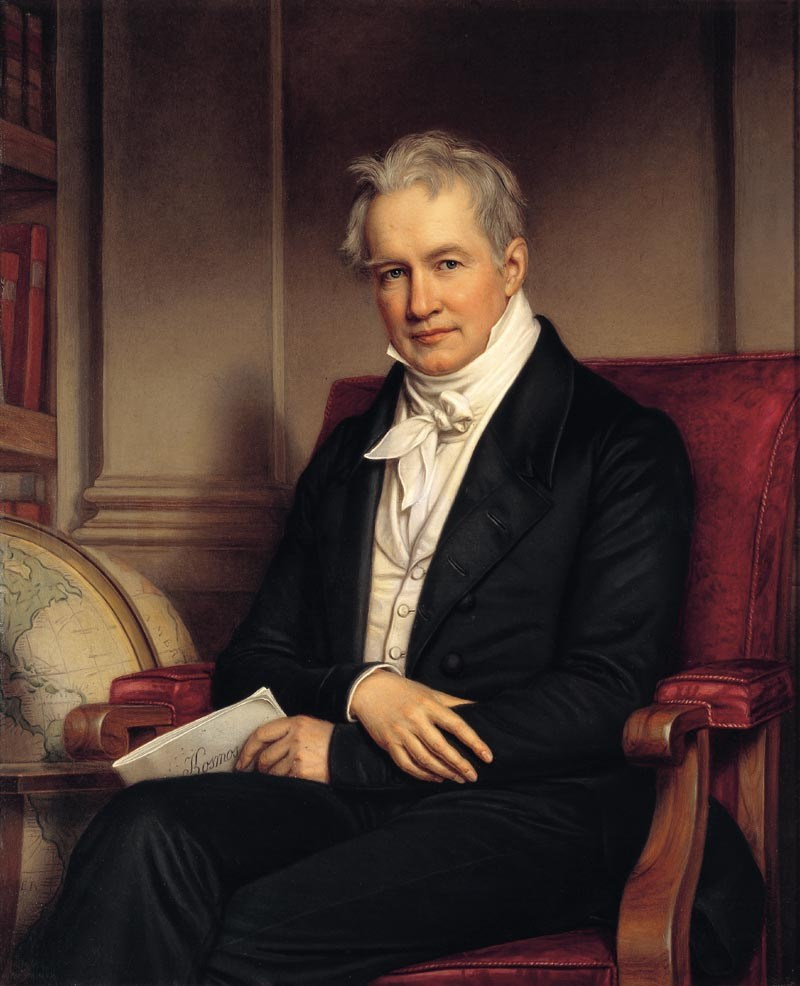
Alexander von Humboldt el 1843.

El científic alemany Alexander von Humboldt (1769-1859) sintetitzà un dels primers peròxids sintètics, el peròxid de bari BaO₂, el 1799 com a subproducte d'un dels seus intents per descompondre l'aire. Divuit anys més tard, el químic francès Louis Jacques Thénard (1777-1857) emprà aquest compost per preparar un compost desconegut fins llavors, que descriví com a «aigua oxigenada», l'actual peròxid d'hidrogen H₂O₂. Una versió millorada d'aquest procés utilitzava àcid clorhídric, seguit de l'addició d'àcid sulfúric per precipitar el subproducte de sulfat de bari. El procés de Thénard fou fet servir per a produir peròxid d'hidrogen des de finals del segle xix fins a mitjan segle xx. Thénard i el també científic francès Joseph Louis Gay-Lussac (1778-1850) sintetitzaren el peròxid de sodi Na₂O₂ el 1811. Els efectes de blanqueig dels peròxids i les seves sals sobre els teixits naturals es van descobrir a aquells anys, però els primers intents de producció industrial de peròxids fracassaren, i la primera planta que produí peròxid d'hidrogen es construí el 1873 a Berlín.

Estructura de l'àcid peracètic.

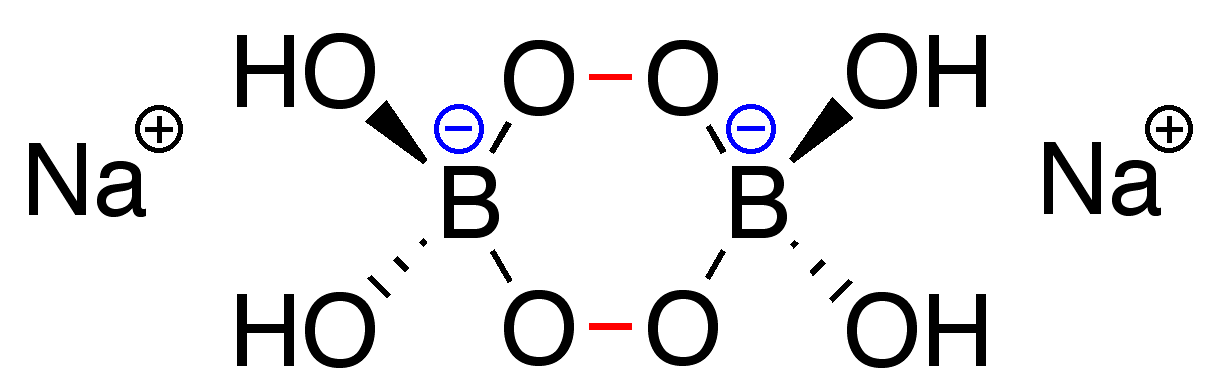
Perborat de sodi.

En la recerca de les propietats dels peròxids destaquen els estudis clàssics dels químics russos P.G. Melikov i Lev Pisarzhevski (1874-1938), que descobriren una sèrie de regularitats en la formació de peroxiàcids RCOOOH; els estudis de R. de Forcrand a França que tractaven sobre la termoquímica dels peròxids inorgànics; i el descobriment de perborats de sodi i peroxohidrats de carbonats dels metalls alcalins per part del químic rus d'origen ucraïnès Sebastian Tanatar (1849-1917), com el percarbonat de sodi, un adducte de carbonat de sodi i peròxid d'hidrogen 2Na₂CO₃·3H₂O₂. També, durant aquest període, es varen obtenir per primera vegada els peroxiàcids i les seves sals mitjançant l'ús de mètodes electroquímics. El químic francès Marcellin Berthelot (1827-1907) sintetitzà àcid peroxodisulfúric H₂S₂O8 i E.J. Constam i A. von Hansen produïren peroxodicarbonat de potassi K₂C₂O6. Durant aquest període, es desenvoluparen mètodes per a la producció industrial de peròxid de sodi i peròxid d'hidrogen.
El descobriment de la síntesi del peròxid d'hidrogen per electròlisi amb àcid sulfúric introduí el mètode electroquímic que és més eficient. Aquest mètode s'emprà per primera vegada a la indústria el 1908 a Weißenstein, Caríntia, Àustria. El procés d'antraquinona, encara en ús, es desenvolupà durant la dècada de 1930 pel fabricant químic alemany IG Farben a Ludwigshafen. El peròxid d'hidrogen pur fou considerat durant molt de temps com a inestable, ja que els primers intents per separar-lo de l'aigua, present durant la síntesi, fallaren. Aquesta inestabilitat era deguda a rastres d'impureses (sals de metalls de transició) que catalitzaven la seva descomposició. S'aconseguí pur el 1894, gairebé vuitanta anys després del seu descobriment, pel químic alemany Richard Wolffenstein (1864-1929), qui la produí mitjançant destil·lació al buit. Determinar l'estructura molecular del peròxid d'hidrogen resultà molt complicat. El 1892, el químic físic italià Giacomo Carrara (1864-1925) determinà la seva massa molecular per crioscòpia, confirmant que la seva fórmula molecular és H₂O₂. Hi havia almenys mitja dotzena d'estructures moleculars hipotètiques que semblaven ser coherents amb l'evidència disponible.

## Nomenclatura

### Peròxids inorgànics

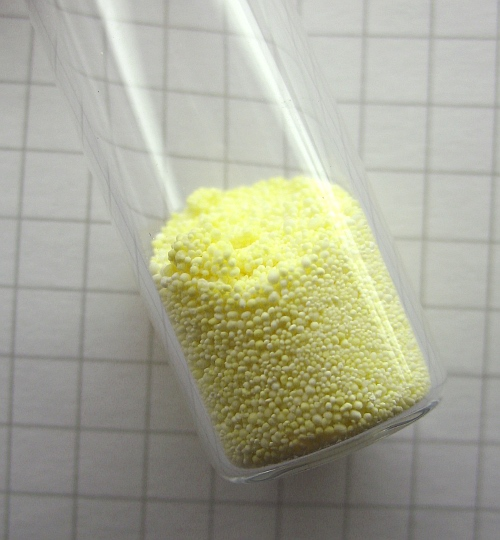
Mostra de peròxid de sodi Na₂O₂.

Són aquelles combinacions de metalls amb l'oxigen en què aquest oxigen presenta l'estructura O₂2– o –O–O– (grup peroxo). El nombre d'oxidació de l'oxigen en aquests composts és –1.
Amb la nomenclatura proporcional amb prefixos multiplicadors de la IUPAC s'utilitzen els prefixos grecs corresponents per a indicar el nombre d'àtoms d'oxigen i del metall que hi ha a la fórmula química. Per exemple:
- CuO₂: Diòxid de coure
- K₂O₂: Diòxid de dipotassi
- H₂O₂: Diòxid de dihidrogen

A la nomenclatura proporcional amb nombre d'oxidació el nom genèric d'aquests compostos és «peròxid de» acompanyat del nom de l'element que es combina amb el nombre d'oxidació corresponent entre parèntesis i amb nombres romans, que no cal precisar si el metall només té un valor. Per exemple:

Hidroperòxid de metil.

- CuO₂: Peròxid de coure(II)
- K₂O₂: Peròxid de potassi
- H₂O₂: Peròxid d'hidrogen

### Peròxids orgànics

#### Hidroperòxids

(a) Peròxid de dibenzoïl o peròxid de benzoïl, (b) àcid 4,4'-dioxidibenzoic. Fàrmac pel tractament de l'acne.

Els hidroperòxids RO–OH s'anomenen: (a) anteposant el mot «hidroperòxid» seguit de la preposició «de» al nom del radical R; o (b) emprant el prefix «hidroperoxi–». Per exemple, el compost CH₃OOH es pot anomenar hidroperòxid de metil o hidroperoximetà.

#### Peròxids
Els peròxids R1O–OR2 s'anomenen: (a) anteposant l'expressió «peròxid de» als noms dels radicals R1 i R2, en ordre alfabètic, quan el grup O–O uneix dues cadenes, dos anells o bé una cadena i un anell, per exemple peròxid d'etil i fenil; (b) usant l'afix «dioxi–» per designar el grup divalent –O–O– per anomenar agregats d'unitats idèntiques o per formar part d'un prefix, per exemple àcid 4,4'-dioxidibenzoic; o (c) fent servir el prefix «epidioxi–» quan el grup –O–O– forma un pont entre dos àtoms de carboni en un anell.

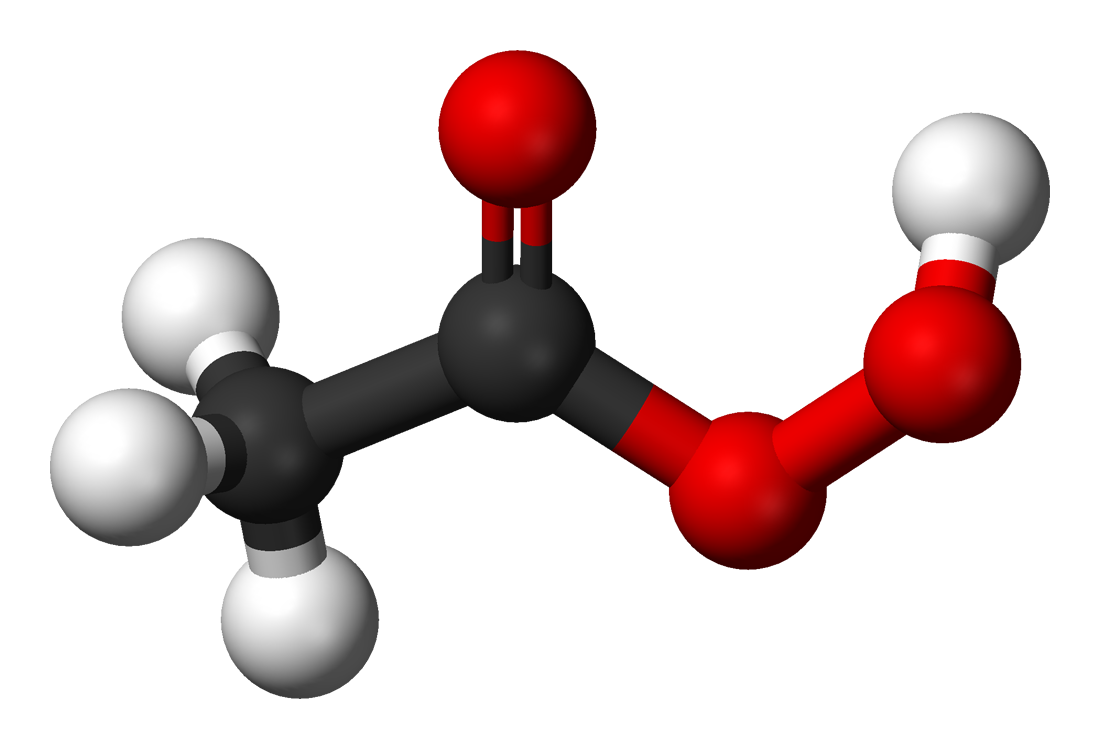
Estructura de l'àcid peracètic. En negre els carbonis, en blanc els hidrògens i en vermell els oxígens.

#### Peroxiàcids
Els peroxiàcids RC(=O)O–OH s'anomenen a partir del nom de l'àcid carboxílic, trivial o sistemàtic, afegint el prefix «peroxi–», com ara àcid peroxiacètic o àcid peroxietanoic; o també davant el mot carboxílic, quan s'empri aquest. per a diàcids cal emprar els prefixos «monoperòxi–» i «diperoxi–». Tanmateix es permet l'ús dels noms àcid perfòrmic, àcid peracètic i àcid perbenzoïc, que no compleixen la norma però el seu ús està molt estès.

## Síntesi

Cicle del procés de Riedl-Pfleiderer

Prop del 99 % del peròxid d'hidrogen que es produeix de forma industrial es realitza mitjançant el procés de l'antraquinona conegut com a procés de Riedl-Pfleiderer. La primera etapa és l'oxidació d'un derivat de l'antraquinona amb un hidrocarbur no polar, com ara la 2-etilantraquinona. Es prepara una dissolució de 2-etilantraquinona en un dissolvent polar i es mescla amb una suspensió d'un catalitzador basat en níquel o pal·ladi en un suport sòlid. Per aquesta mescla es fa passar hidrogen a una temperatura de 320 K, i es produeix la hidrogenació a 2-etilantraquinol. A la segona etapa la dissolució de 2-etilantraquinol s'oxida amb aire a un hidroperòxid, que reacciona amb aigua per recuperar la 2-etilantranquinona i produir una solució diluïda de peròxid d'hidrogen.
El peròxid d'hidrogen H₂O₂ s'empra per produir altres peròxids. Per exemple, fent-lo reaccionar amb bòrax dona perborat de sodi:
{\displaystyle {\ce {Na2B4O7 + 4H2O2 + 2NaOH -> 2Na2B2O4(OH)4 + H2O}}}

Síntesi de l'àcid peracètic mitjançant l'oxidació d'àcid acètic amb peròxid d'hidrogen.

Els peroxiàcids s'obtenen oxidant un àcid carboxílic, com ara l'àcid acètic, amb peròxid d'hidrogen.
Moltes substàncies orgàniques poden convertir-se en hidroperòxids en reaccions d'autooxidació en presència de llum i oxigen atmosfèric. Especialment perillós és la formació a partir d'èters, ja que aquests es transformen molt fàcilment i els peròxids se solen enriquir al residu d'una posterior destil·lació. Allà poden produir explosions molt fortes. Molts dels accidents més tràgics de laboratori es deuen a aquest tipus de reacció. Per tant, abans de destil·lar quantitats majors d'aquests dissolvents cal provar la presència de peròxids amb paper impregnat de iodur de potassi i midó. La formació d'un color blavós o fosc indica la presència de peròxid, ja que el peròxid rovella el iodur a iode elemental que, al seu torn, forma amb el midó un complex d'inclusió del color característic fosc.

## Presència
Els peròxids es formen en petites dosis en molts processos d'oxidació natural. Per evitar la seva acumulació a concentracions danyoses els organismes solen disposar d'un enzim, la catalasa, que catalitza la dismutació del peròxid d'hidrogen en aigua (òxid d'hidrogen) i oxigen elemental.
L'escarabat bombarder el fa servir per reaccionar amb la hidroquinona per desencoratjar els seus depredadors. Segons la revista Nature, amb estudis fets sobre el peix zebra, el peròxid d'hidrogen té un paper en el sistema immunitari. El peròxid d'hidrogen té papers importants com a molècula senyalitzadora en diversos processos biològics. També té un paper en l'envelliment i el càncer

## Aplicacions
Les aplicacions més importants són les del peròxid d'hidrogen.

### Aplicacions industrials

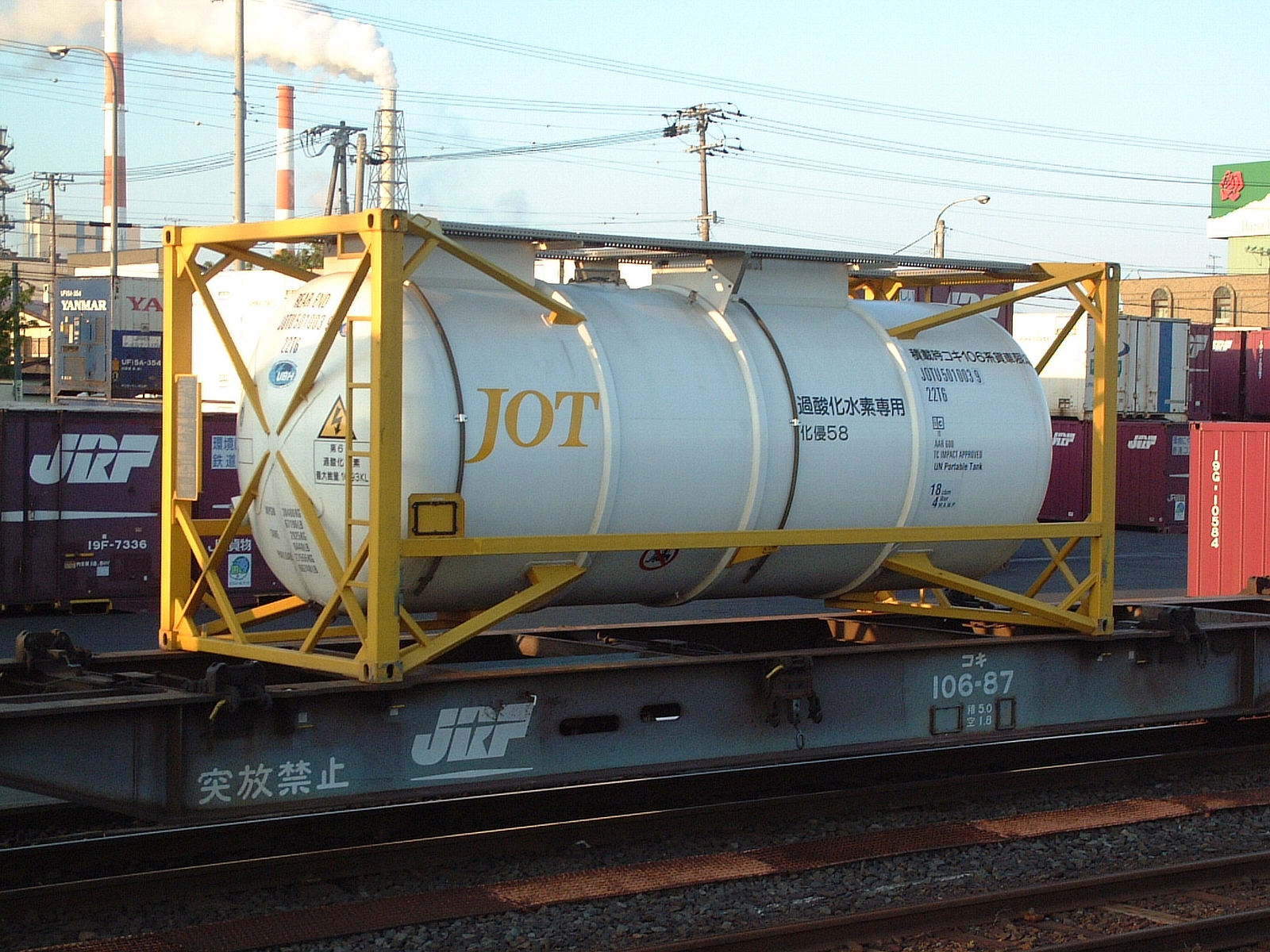
Dipòsit contenidor pel transport de peròxid d'hidrogen.

La major part de la producció mundial de peròxid d'hidrogen s'utilitza com lleixiu per blanquejar polpa de paper i paper, i teixits de cotó i llana. També el percarbonat de sodi 2Na₂CO₃·3H₂O₂ i perborat de sodi NaBO₃·4H₂O són usats com a blanquejadors en detergents per a la roba. El 10 % del peròxid d'hidrogen produït s'empra per substituir el clor, sense gaire o gens d'increment de cost econòmic, en el tractament d'aigües potables, evitant els residus tòxics.
El peròxid d'hidrogen es fa servir en la producció de certs peròxids orgànics com peròxid de benzoïl usat en la polimerització i altres processos químics. També es fa servir en epòxids com l'òxid de propilè. En el procés de manufactura PCB el peròxid d'hidrogen es mescla amb àcid clorhídric per gravar la superfície de coure. Una combinació amb un catalitzador de metall preciós en pols, peròxid d'hidrogen, metanol i aigua pot produir vapor superescalfat en només dos segons alliberant només CO₂ amb diverses aplicacions. En reactors nuclears força l'oxidació i dilució de la corrosió dipositada en el combustible. També es fa servir en l'exploració de petroli i gas per oxidar la roca matriu.

### Ús domèstic

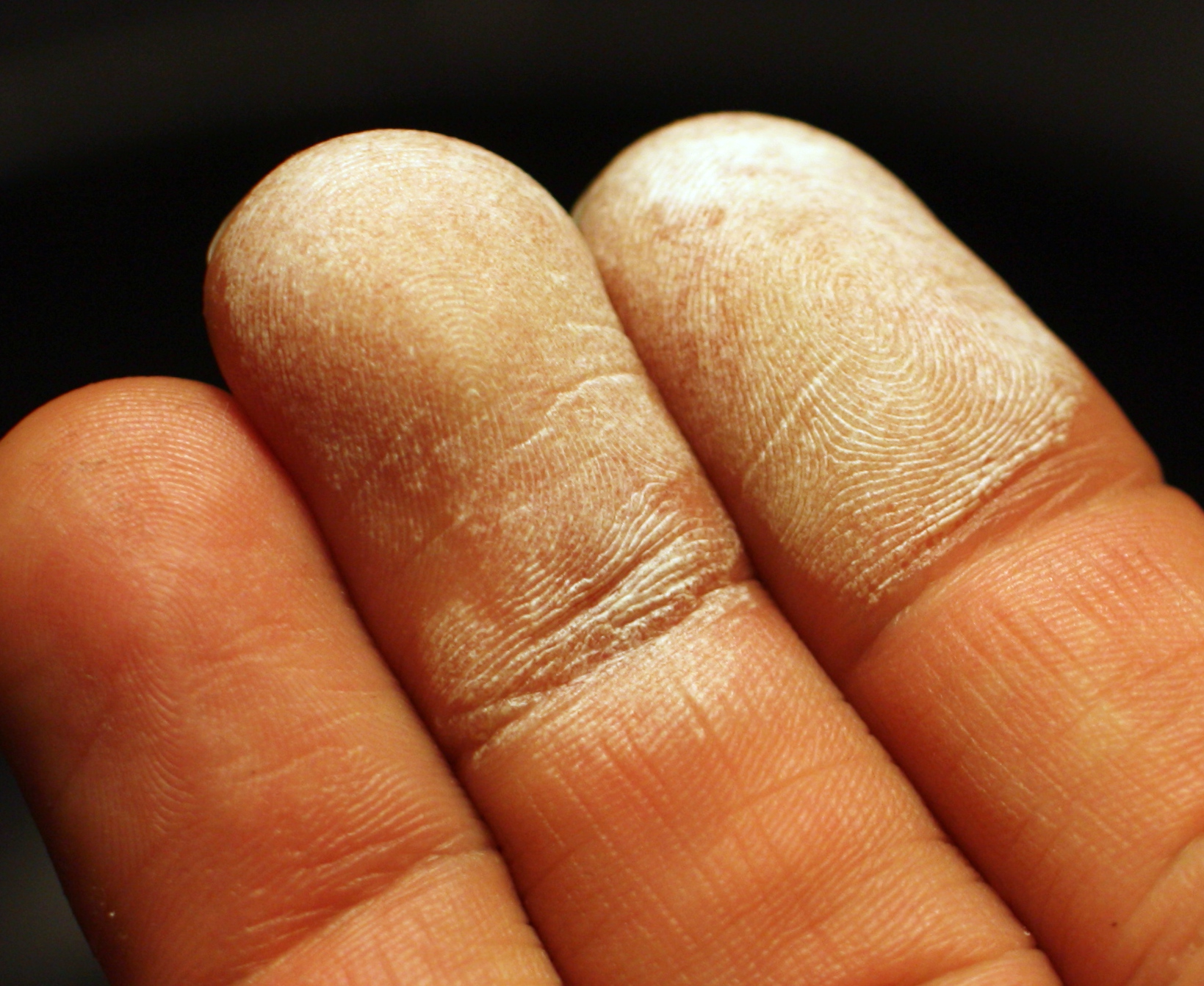
La pell immediatament després d'exposició a 35% H₂O₂

El peròxid de sodi Na₂O₂ diluït entre el 3 % i el 8 % es fa servir per blanquejar (fer ros) el cabell quan es mescla amb hidròxid d'amoni NH4OH. El peròxid d'hidrogen lleva les taques de sang que siguin recents dels vestits i altres superfícies.
En horticultura el peròxid d'hidrogen es fa servir de vegades en hidroponia, car l'oxigen que produeix augmenta el desenvolupament de les arrels de les plantes i va bé contra algunes plagues i malalties de les arrels. En petits aquaris es fa servir per proporcionar oxigen als peixos petits.
El peròxid d'hidrogen combinat amb salfumant i sal de taula forma un producte substitutiu de productes químics industrials com el clorur fèrric o el persulfat d'amoni per a fer circuits impresos d'afeccionat.

### Ús com propel·lent

Bell Rocket Belt. Coet amb propulsió de peròxid d'hidrogen. 1. Dipòsit de nitrogen a pressió. 2. H2O2. 3. Vàlvula de control. 4. catalitzador de la descomposició de l peròxid d'hidrogen.

A alta concentració (85 %–98 %) el peròxid d'hidrogen s'anomena HTP o High Test Peroxide. Es pot fer servir com monopropel·lent (no barrejat amb combustible) o com component oxidant (coet bipropel·lent). S'ha emprant com a bipropel·lent de coets, de míssils, de torpedes i de naus espacials. Les combinacions emprades o estudiades són: H₂O₂ i un hidrocarbur; H₂O₂ amb hidrazina; H₂O₂ amb querosè, que fou el més emprat en coets britànics fins a la dècada del 1960 i recuperat en la dècada del 1990 en el projecte Black Horse. Com a monopropel·lent s'empra en coets motxilla que permeten a una persona enlairar-se amb el motor a l'esquena. En el Bell Rocket Belt el nitrogen a pressió expulsa el peròxid d'hidrogen cap un compartiment on un catalitzador produeix la descomposició del peròxid d'hidrogen en aigua i dioxigen que són expulsats cap a l'exterior.

### Ús terapèutic
El peròxid d'hidrogen és un agent antimicrobià i oxidant considerat segur. Per exemple el peròxid d'hidrogen del 35 % es fa servir en hospitals per prevenir la transmissió d'infeccions. És un esporicida esterilitzant. És una equivocació creure que el peròxid d'hidrogen és un desinfectant i antisèptic per tractar les ferides. En la seva aplicació com a desinfectant, s'aprofita la seva capacitat per a oxidar i destruir teixits, que en ser aplicada en zones localitzades, es pretén que només afecti els teixits més externs de les ferides, provocant la destrucció dels possibles agents patògens. Mentre que és un agent netejador efectiu, el peròxid d'hidrogen no és un agent efectiu per reduir les infeccions bacterianes de les ferides. A més pot impedir la cicatrització perquè destrueix les cèl·lules de la pell recentment formada.
- Es pot fer servir com a pasta de dents barrejat amb la correcta quantitat d'hidrogencarbonat de sodi i sal.[25]
- El peròxid d'hidrogen i el peròxid de benzoil de vegades es fan servir per tractar l'acne[26]
- També s'usa com emètic en veterinària.[27]

### En explosius
El peròxid d'hidrogen era un dels principals ingredients de la bomba del metro de Londres del 7 de juliol de 2005 que va matar 57 persones. També es va utilitzar a les bombes contra el metro de Madrid.

## Analítica
Els peròxids donen una coloració ataronjada amb dissolucions d'òxid de titani en àcid sulfúric concentrat. Amb dicromat de potassi formen el peròxid de crom(V) de color blau que pot ser extret amb èter etílic.